# Helena Zengel
Helena Zengel (alemany: [ˈhɛlena ˈtsɛŋl̩]:; nascuda el 10 de juny de 2008) és una actriu alemanya.

## Carrera i vida primerenca
Zengel va néixer i es va criar a Berlín, Alemanya, i va començar la seva carrera d'actriu a l'edat de cinc anys en un vídeo musical per la banda berlinesa de rock alternatiu Abby. El seu primer paper principal en una pel·lícula, a l'edat de vuit anys, fou en un drama, Dau Tochter (La Filla), el qual va ser escrit i dirigit per Mascha Schilinski i mostrat al Berlinale de 2017. També va tenir petits papers en dos episodis d'una sèrie de televisió alemanya, Dau Spezialisten – Im Namen der Opfer. A la pel·lícula dramàtica System Crasher, escrita i dirigida per Nora Fingscheidt, estrenada el febrer 2019 al Berlinale, Zengel hi fa el paper principal de "Benni", un agressiu i traumatitzat nen de nou anys. L'abril de 2020 va guanyar el Premi de Pel·lícula alemanya a la millor actriu.
Després que System Crasher guanyés un cert nombre de premis internacionals, Zengel va ser seleccionada per Universal Studios per fer un paper principal al western News of the World dirigit pel director britànic Paul Greengrass. En aquesta adaptació de la novel·la del mateix nom de 2016 escrita pel canadenc-estatunidenc Paulette Jiles, Zengel hi fa el paper d'una nena de 10 anys alemanya, òrfena, de nom Johanna Leonberger, mentre Tom Hanks fa de Capità Jefferson Kyle Kidd. Retornada a un assentament a Texas del nord el 1870 després de viure durant quatre anys com a filla adoptada en una tribu de Kiowa, Johanna ha de ser conduïda a través de l'anàrquic territori texà per l'amable viatger Kidd per retrobar els seus parents alemanys prop de San Antonio.

## Filmografia (selecció)

### Pel·lícules i televisió
| Any  | Títol                                                                     | Funció                   | Notes |
| ---- | ------------------------------------------------------------------------- | ------------------------ | ----- |
| 2016 | Looping                                                                   | Lilly                    |       |
| 2016 | Dau Spezialisten – Im Namen der Opfer: Flowerpower (sèrie de televisió)   | Anja Rothmann            |       |
| 2017 | Dau Spezialisten – Im Namen der Opfer: Sommermärchen (sèrie de televisió) | Lily Weyer               |       |
| 2017 | Der gute Bulle (Pel·lícula de televisió)                                  | Fabienne                 |       |
| 2017 | Dau Tochter                                                               | Luca                     |       |
| 2019 | Systemsprenger (Sistema Crasher)                                          | Bernadette "Benni" Klaaß |       |
| 2019 | Inga Lindström: Familienfest En Sommerby (sèrie de televisió)             | Mila                     |       |
| 2020 | News of the World                                                         | Johanna Leonberger       |       |